# Евдокимова, Александра Ивановна
Александра Ивановна Евдоки́мова (28 октября 1910, Костромской уезд, Костромская губерния — 23 января 1973, Кострома) — советский организатор колхозного производства.

## Биография
Родилась 15 (28 октября) 1910 года в деревне Палачёво (ныне посёлок, Чухломской район, Костромская область). Была тринадцатым ребёнком у родителей. Девичья фамилия Егорова.
В 1934 году вышла замуж за Сергея Евдокимова и переехала к нему в село Петрилово Костромского района. Работала разнорабочей в колхозе «Искра».
В 29 лет овдовела (муж погиб на советско-финской войне) и переехала в деревню Шемякино к двоюродной сестре. Работала в колхозе «Пятилетка» свинаркой, в 1942 году назначена заведующей молочно-товарной фермы.
В 1947 году вышла замуж во второй раз — за Анатолия Ивановича Евстигнеева.
В 1949—1969 годах председатель колхоза «Пятилетка», к которому в 1950 году в порядке укрупнения были присоединены ещё 3 хозяйства. Депутат ВС СССР 2—4 созывов (1946—1958).
С 1969 года на пенсии.
Умерла 23 января 1974 года в Костроме.

## Награды и премии
- Герой Социалистического Труда (4 июля 1949 года) — за полученный на её ферме в 1948 году высокий удой — 4602 кг молока на корову.
- два ордена Ленина (1949, 1950)
- орден «Знак Почёта» (1948)
- медали
- Сталинская премия третьей степени (1951) — за разработку метода выращивания с/х животных, обеспечивющего высокую молочную продуктивность